# Fotografía de autor
La fotografía de autor es el género en el cual no se evalúa ni la técnica ni una fotografía en particular de un fotógrafo sino su capacidad artística y narrativa para desarrollar un tema. Por esto, no buscará la objetividad sino su propia mirada, con un estilo propio y subjetivo que intentará llevar a la reflexión al espectador
El producto más habitual de la Fotografía de autor es el ensayo fotográfico, sea este publicado o expuesto. En el siglo XX, el periodismo fotográfico deriva en producciones por encargo (por ejemplo, los trabajos de Eugene Smith para la revista Life ) tomando temas específicos, a los que da una forma más artística, donde el fotógrafo pone toda su subjetividad con cierta coherencia estética, dejando totalmente la intención objetiva de la fotografía y aportando toda su subjetividad.

## Fotógrafos representativos
- W. Eugene Smith
- Annie Leibovitz
- Aleksandr Ródchenko
- Richard Avedon
- Robert Mapplethorpe
- Joel-Peter Witkin
- André Kertész

- Datos: Q5864401